# Psihološki roman
Psihološki roman je zvrst romana, ki prikazuje zlasti notranje, duševno dogajanje osebe ali širše skupnosti.
Zvrst je imela svoje predhodnike v razsvetljenstvu in se je razcvetela v drugi polovici 19. stoletja. Zunanje dogajanje, oris okolja ali družbe podreja analizi duševnosti, zavesti. Je torej vrsta romana, ki  ne poudarja toliko zunanjega dogajanja, temveč bolj njegove posledice in izvor v duševnem življenju posameznikov, opazuje in prikazuje pa tudi njihova občutenja in duševne reakcije. Razvoj psihološkega romana se začne z Jean-Jacques Rousseaujem, z angleško  predromantiko in nemškim razvojnim romanom (Johann Wolfgang von Goethe) ter se nadaljuje v romantiki, razcvet pa doživi s francoskim realizmom v 19. stoletju (Stendhal, Balzac, Maupassant) in nato še v Angliji (Thackeray). Druga polovica 19. stoletja v Franciji prinese nekakšno dovršitev, izpopolnitev psihološkega romana z vsebinskega in svetovnonazorskega stališča (Flaubert), v Rusiji pa je  ta vrhunec dosežen z Dostojevskim. Na prelomu stoletja se pisatelji v psihoanalitičnem romanu oprejo na Freudovo psihoanalizo ter poskušajo pojasniti in razčleniti duševnost z upodabljanjem sanj, kompleksov in potlačenih želja, potem pa se psihološki roman prevesi v moderni roman (Joyce, Proust, Woolfova, Kafka, itd.) z novimi pripovednimi načini, kot sta tok zavesti in notranji monolog.
Njegovi najvidnejši predstavniki so bili:
- Gustave Flaubert
- Fjodor Mihajlovič Dostojevski
- delno tudi August Strindberg

Avtorji psihološkega romana ne omejujejo strogo na eno samo literarnozgodivinsko obdobje, npr. realizem, ampak govorijo o njegovih zametkih celo v antiki, zatorej ni povsem jasno, za kakšno tipologijo gre: za zvrst, podzvrst ali tipološko oznako. Pojem psihološki roman je lahko označen kot klasifikacijski, saj ga večina avtorjev pojasnjuje z vsebinskimi, motivno-snovnimi deskripcijami, na primer, da tak roman ne opisuje toliko zunanjega dogajanja in stvarnosti, temveč bolj duševno življenje posameznikov, njihova občutenja in duševne procese. 
Psihološki roman je tvorba novoveške literature, saj šele novi vek postavi človeka kot subjekt v pravem pomenu besede, šele takrat se razvije takšen tip subjektivitete, da lahko sploh govorimo o človekovi psihi, duševnosti. V primerjavi z renesančnim človekom, ki je psihočno enovit, se baročni model zasnuje na dualizmu duševnega in telesnega pola, vendar ta dvojnost uvaja novo pojmovanje človekovega jaza, psihične zavesti, subjektivitete, ki postane njegovo bistvo, in temu nasprotne zunanje stvarnosti. V romanu je psihološkost od 18. stoletja dalje omogočena tudi s tem, da roman postane nosilec intimnosti, zasebnosti meščanstva, da odkrije zasebno življenje in zavest, kar je nerazdružljivo povezano z novo obliko retorike - z retoriko intimnosti. V razsvetljenskem in tudi v predromantičnem romanu se še ni uveljavila subjektiviteta v pravem pomenu besede; čeprav postane subjekt nosilec čustvovanja, je vse bolj spontan, neodvisen od čutnosti in razuma, še ni individum, ki bi bil svoboden v svojih odločitvah, ampak se podreja pravilom meščanske etike, nekakšni skupni morali. Dokončna osvoboditev in samozadostnost subjekta je dosežena v romantiki, subjektiviteta se do kraja razvije kot zgolj notranje bistvo, hkrati pa dobi estetske poteze, ki jih v predromantiki še nima, in postane še bolj neodvisna od zunanjega sveta, absolutna, sama v sebi idealna. Osvobodi se tudi družbenih norm in skupinske morale, ki se ji še podreja v razsvetljenskem romanu, odločitve romantičnega subjekta izhajajo le iz njega samega. V nasprotju z romantiko pa realizem poudarja, da subjekt ni sam sebi izvor, bistvena vrednota in cilj, temveč ga determinira zunanje okolje.
Psihološki roman ima korenine že davno pred svojim razmahom v 19. stoletju. Težnja, da bi avtorji čim bolje prikazali človekovo subjektivnost, njegov značaj in duha, se pojavi že v renesansi, na primer pri Shakespearu (Hamlet). Človeka poskuša opisati kot celotno bitje z dobrimi in slabimi lastnostmi, s čimer presega srednjeveško razumevanje človeškega značaja skozi prizmo krščanskih vrednot.